# Feuerwehr Bern
Die Feuerwehr Bern wurde 1908 gegründet und ist die Berufsfeuerwehr der Schweizer Bundesstadt Bern. Sie gewährleistet zusammen mit der 1812 ins Leben gerufenen Freiwilligen Feuerwehr den Brandschutz und die allgemeine Hilfe in Stadt und Gemeinde Bern sowie den Gemeinden Bremgarten und Frauenkappelen.

## Geschichte

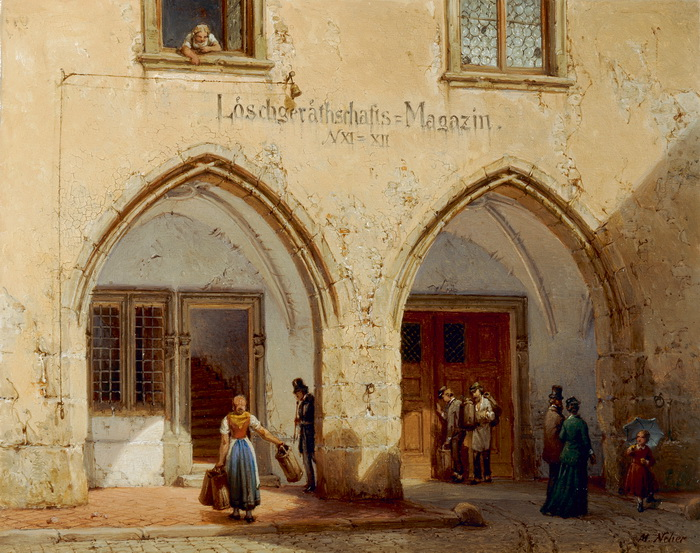
Aus der Vorgeschichte der Berner Feuerwehr: Lösch-Geräthschafts-Magazin in der Postgasse 1870, Gemälde von Michael Neher

Die Berufsfeuerwehr Bern wurde im Jahr 1908 gegründet. Nicht die Brandbekämpfung war die Aufgabe des damals einzigen Berufsfeuerwehrmannes, sondern die Wartung eines technisch anspruchsvollen Elektrofahrzeuges. Für die Einsätze war immer noch die Freiwillige Feuerwehr zuständig. Die zunehmende Technisierung der Brandbekämpfung sowie die gesellschaftlichen und ökonomischen Veränderungen führten dazu, dass immer mehr Leute fest angestellt wurden. Dies geschah in mehreren Schritten vor allem zwischen 1930 und 1950. Der 24-Stunden-Dienst wurde 1932 eingeführt und mit dem Bezug der Hauptwache 1935 wurde auch die Gebäulichkeiten bezogen, welche für einen 24-Stunden-Dienst notwendig sind.
Die Hauptwache der Berufsfeuerwehr befand sich bis 2014 im Spitalacker, an der Viktoriastrasse 70. Am 4. Dezember 2014 bezog die Berufsfeuerwehr ihren neuen Stützpunkt im Forsthaus West.
Nebst den Angehörigen der Berufsfeuerwehr der Stadt Bern gibt es auch noch die Freiwillige Feuerwehr. Diese besteht aus der Nachtwache und dem Brandcorps. Die Nachtwache ist direkt dem Leiter Einsatz und Planung der Berufsfeuerwehr unterstellt. Die Angehörigen der Nachtwache leisten sogenannte Ersatzdienste bei der Berufsfeuerwehr. Das bedeutet, dass beim Unterschreiten des Sollbestandes der Mannschaft der Berufsfeuerwehr, ein oder maximal zwei Nachtwächter einspringen und Dienst bei der Berufsfeuerwehr verrichten. Das Brandcorps besteht aus momentan 3 Kompanien (Bern-Ost, Bern-West, Bern-Land), welche dem Kommandanten des Brandcorps unterstehen. 2012 erfolgte eine Fusion der Kompanien 1 und 2. Außerdem wurden die Namen der Kompanien geändert. Die Brandcorps-Kompanien verfügen über sogenannte Schnelleinsatzgruppen (SEG), welche bei einem Brandalarm automatisch mit der Berufsfeuerwehr alarmiert werden.
Zum 1. Januar 2020 fusionierte die Feuerwehr mit der Sanitätspolizei, dem Zivilschutz und dem Quartieramt zu Schutz und Rettung Bern. Im Jahr 2021 wurde die Einsatzzentrale der Kantonspolizei Bern in die gemeinsame kantonale Einsatzzentrale (KEZ) integriert. Per 1. Januar 2021 hat sich zudem die Feuerwehr Bolligen angeschlossen und per 1. Januar 2024 folgt die Feuerwehr Ostermundigen.

## Berufsfeuerwehrlehrgang
In unregelmässigen Abständen, bedarfsbezogen, führt die Berufsfeuerwehr Bern einen Berufsfeuerwehrlehrgang durch. Diese Zweitausbildung dauert anderthalb Jahre. Die Ausbildung gliedert sich in drei thematische Schulblöcke, welche an der Höheren Fachschule für Rettungsberufe HFRB in Zürich absolviert werden sowie in praktische Teile, welche an den jeweiligen Berufsfeuerwehrstandorte zu absolvieren sind. Die Ausbildung zum Berufsfeuerwehrmann /-frau wird mit der Berufsprüfung abgeschlossen und vom Staatssekretariat für Bildung, Forschung und Innovation durch einen Fachausweis bestätigt wird.

## Spezialeinheiten
Berufsfeuerwehrleute sind Allrounder, jede/jeder kann alles. Es gibt aber vereinzelte Gebiete, welche durch Spezialisten abgedeckt werden. Darunter fallen z. B. Rettungsspezialisten Helikopter RSH, welche eng mit der Alpinen Rettung Schweiz und der Rega zusammenarbeiten. Weitere Spezialisten sind dem sogenannten Taktischen Feuerwehr Einsatzelement TFE zugeteilt, welches zusammen mit der Sondereinheit Enzian der Kantonspolizei Bern und dem Taktischen Medizinischen Einsatzelement der Sanitätspolizei Bern im ganzen Kanton Bern zum Einsatz kommen.

## Fahrzeuge

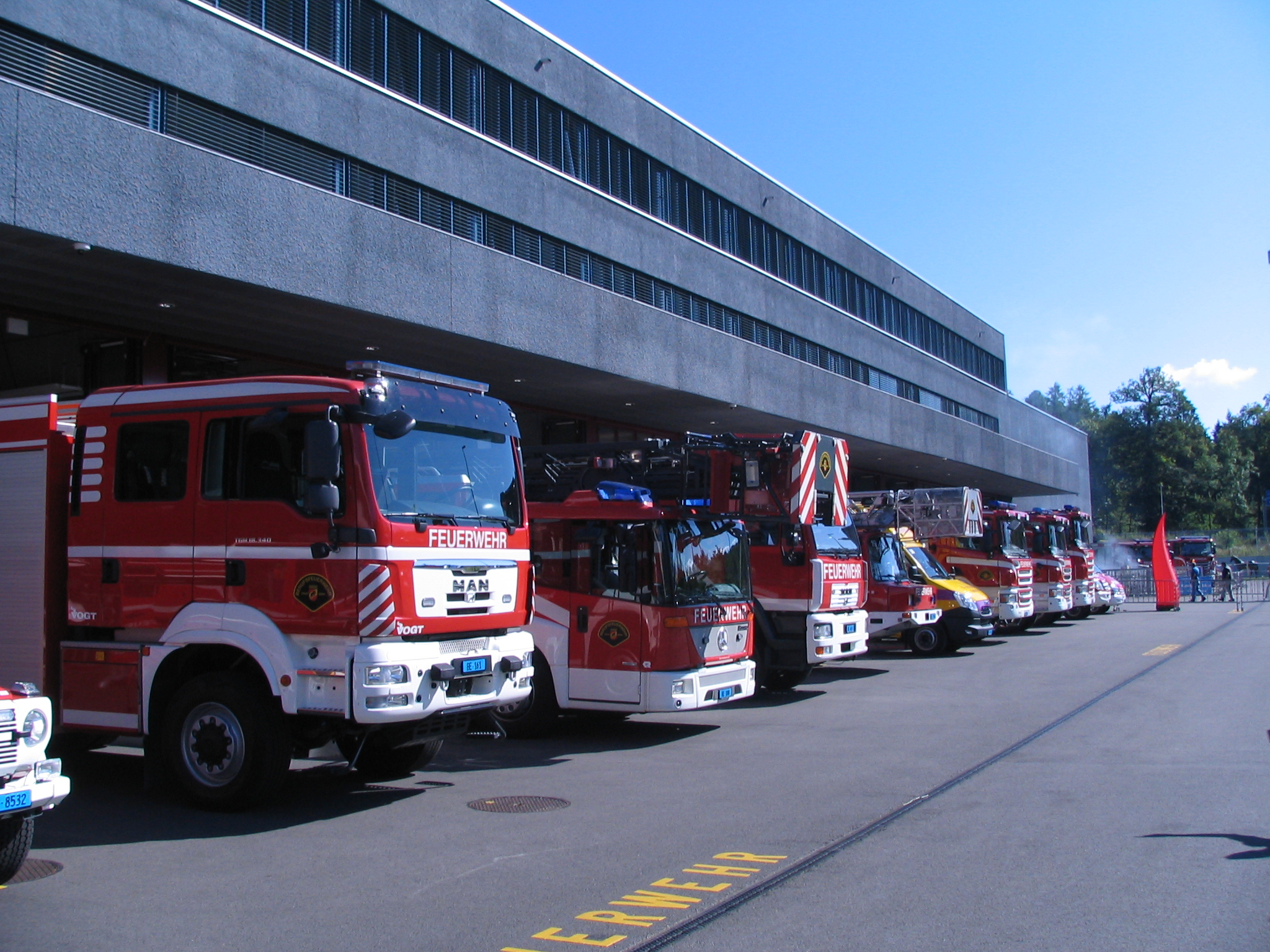
Feuerwehrfahrzeuge vor dem neuen Stützpunkt im Forsthaus West (2015)

In der Hauptwache sind folgende Fahrzeuge stationiert;
- 2 Vorausfahrzeuge
- 6 Löschfahrzeuge (4 TLF, 1 PLF, 1 GTLF)
- 3 Rettungsfahrzeuge (2 ADL, 1 Atemschutz)
- 4 Pionierfahrzeuge (2 PF, 1 KW, 1 Unimog)
- 2 Öl-/Chemiewehrfahrzeuge (1 × klein, 1 × groß)
- 2 Kleineinsatzfahrzeug
- 1 Führungsfahrzeug (Kommandowagen)
- 1 Schlauchverleger-Fahrzeug
- diverse andere Fahrzeuge

Die Freiwillige Feuerwehr der Stadt Bern, das sogenannte Brandcorps, besitzt in erster Linie Tanklöschfahrzeuge TLF's, Personentransporter und Zugfahrzeuge.